# Tornasauce
En el Universo de Ficción de Tolkien el Tornasauce es un río de Eriador que cruza el Bosque Viejo y sigue hacia el Brandivino. Nace en las lomas y colinas donde están ubicadas las Quebradas de los Túmulos que el bosque rodea en sus laderas occidentales; y corre al sudeste, atravesando el centro del bosque para unirse al Brandivino unas millas más a Sur del “Fin de la Cerca” en Los Gamos, en La Comarca.
El Valle del Tornasauce es el lugar más peligroso de este bosque, de hecho, Merry y Pippin caen en las garras del viejo Hombre-Sauce, ante la impotencia de Sam y Frodo y son salvados por Tom Bombadil, que los encuentra, por casualidad, cuando sale a buscar flores para Baya de Oro.

## Etimología del Nombre
El nombre en inglés es Withywindle. Como era un río de aguas pardas y lentas y sus orillas estaban rodeadas de sauces, Tolkien pensó el nombre del Río en función a la palabra inglesa _withies_ que significa "Sauce" y como -Windle no existe en su idioma, pensó en la palabra _withywind_, que es una enredadera muy común que rodea los sauces; por lo tanto la traducción Tornasauce, se ajusta perfectamente a la idea de El Profesor.
- Datos: Q2021322